# Shams al-Din Ahmad

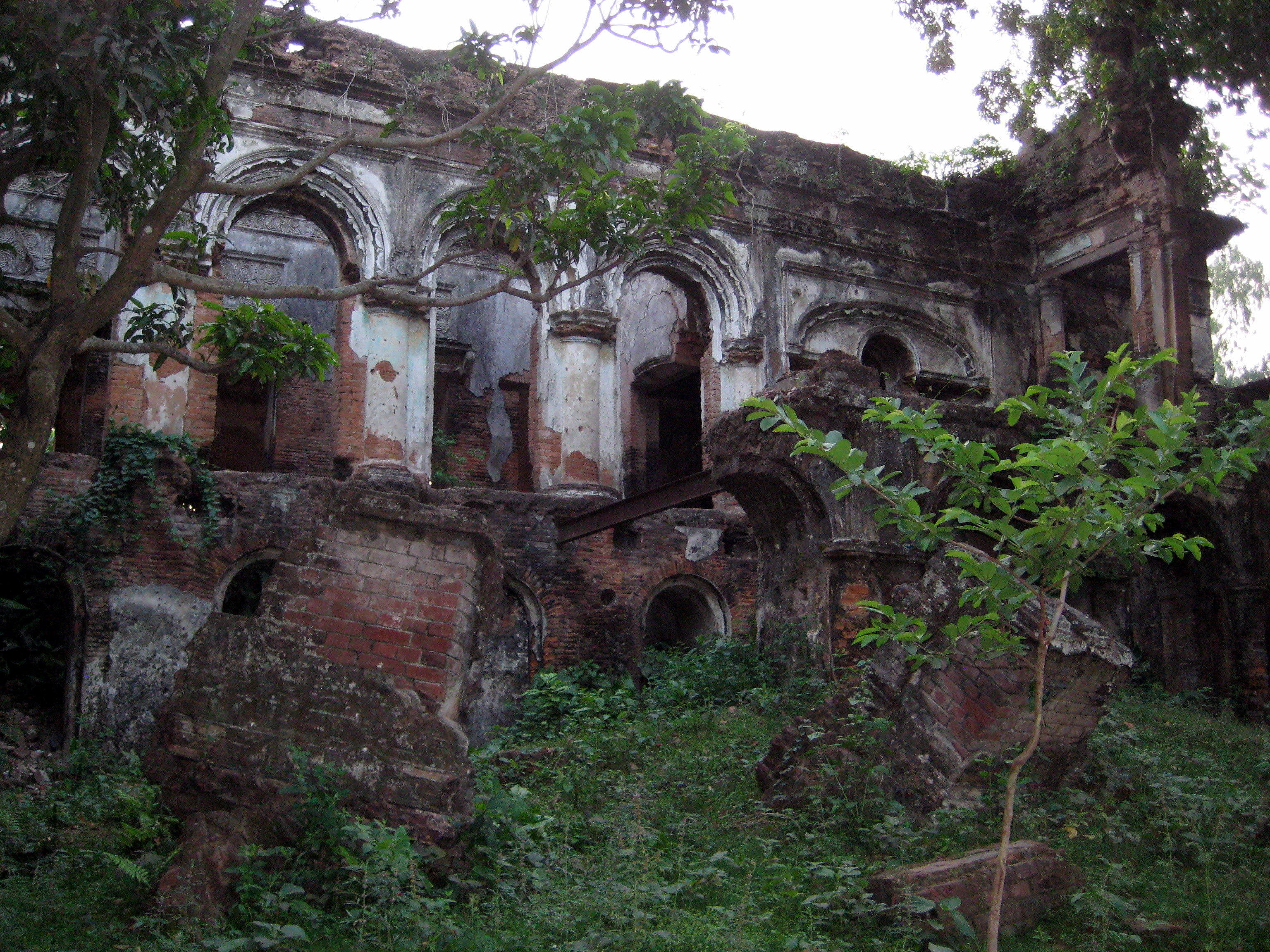
Palau de Shams al-Din Ahmad a Dinajpur Rajbari

Shams al-Din Ahmad fou sobirà de Bengala de la dinastia de Ganesh, que va regnar de vers el 1432 a vers el 1436.
Va succeir al seu pare Jalal al-Din Muhammad quan només tenia 14 anys. El seu regnat va estar marcat per l'anarquia. Segons Firishta va seguir una política liberal i fou just i caritatiu. En el seu govern es va produir una invasió del sultà de Jaunpur Ibrahim Shah Sharki. Finalmnent Ahmad fou assassinat per la noblesa dirigida pels poderosos Shadi Khan i Nasir Khan el 1435/1436. A la seva mort els dos nobles assassina es van enfrontar un amb l'altra. Nasir Khan va derrotar el seu rival Shadi Khan i es va proclamar sultà però el seu triomf fou efímer doncs va ser assassinat també al cap d'una setmana. Llavors els nobles van escollir Muhammed, un ilyàsida (o ilyashàdida), que vivia obscurament com a pagès. Va agafar el nom de Mahmud I Abu-l Muzaffar i el títol de Nasir al-Din. Aquest fet està datat el 1437 però podria haver estat realment el 1442.